# Ingemar Öberg
William Ingemar Öberg, född 31 mars 1930 i Nederkalix församling, död 2005, var en svensk präst och författare.
Öberg var son till hemmansägaren och byggmästaren William Öberg och dennes hustru Linda Andersson. Öberg tog folkskollärarexamen i Luleå 1952, blev teologie kandidat vid Uppsala universitet 1959, teologie licentiat 1963 samt teologie doktor och docent 1970 med en avhandling om Luthers teologi. Han var komminister i Nattavaara 1964–1965, i Gällivare 1971 och var kyrkoherde där 1972–1978. Han blev därefter docent vid Åbo akademi samt professor vid Misjonshøgskolen(no) i Stavanger.
Öberg utkom 2002 med boken Bibelsyn och bibeltolkning hos Martin Luther. Recensenten Christian Braw beskrev boken som "ett mycket omfattande arbete som är resultatet av ett långt livs forskarmödor", där författaren har "en stark personlig inlevelse i Luthers tänkande".